# Manny Perez
Manny Pérez (Baitoa (Santiago), 5 mei 1969) is een Dominicaans-Amerikaans acteur, filmproducent en scenarioschrijver.

## Biografie
Pérez werd geboren in de gemeente Baitoa, in de provincie Santiago in de Dominicaanse Republiek, en groeide op in een gezin met twaalf kinderen. Na zijn high school verhuisde hij naar New York, waar hij acteur wilde worden. Hij studeerde drama aan de Marymount Manhattan College in Manhattan (New York) en haalde in 1992 zijn diploma.

## Filmografie

### Films
Selectie:
- 2021 Locked In - als Ross
- 2014 Love Is Strange - als Roberto
- 2008 Nothing Like the Holidays – als Alexis
- 2008 Pride and Glory – als Coco Dominguez
- 2007 Illegal Tender – als Wilson DeLeon sr.
- 1996 Courage Under Fire – als Jenkins
- 1996 Bullet – als Flaco

### Televisieseries
Uitgezonderd eenmalige gastrollen.
- 2020 Big Dogs - als Santiago - 8 afl.
- 2017 Shots Fired - als James Ruiz - 4 afl.
- 2016 Luke Cage - als inspecteur Perez - 3 afl.
- 2016 The Night Of - als inspecteur McCaffrey - 2 afl.
- 2013 - Homeland - als El Niño - 2 afl.
- 2006 – 2007 Rescue Me – als Luis – 5 afl.
- 2005 Third Watch – als officier Manny Santiago – 10 afl.
- 2001 – 2002 100 Centre Street – als Ramon Rodriguez – 18 afl.
- 1999 Rude Awakening – als Jesus – 2 afl.

### Filmproducent
- 2023 La Soga 3 Vengeance - film
- 2021 La Soga 2 - film
- 2013 Ponchao - film
- 2010 Forged – film
- 2009 La soga – film
- 2002 Washington Heights – film

### Scenarioschrijver
- 2023 La Soga 3 Vengeance - film
- 2021 La Soga 2 - film
- 2013 Ponchao - film
- 2010 Forged – film
- 2009 La soga – film
- 2002 Washington Heights – film